# Église Saint-Clair de Causse-et-Diège
L'église Saint-Clair est un édifice religieux préroman située en France sur la commune de Causse-et-Diège au lieu-dit Saint-Loup, dans le département de l'Aveyron en région Midi-Pyrénées.
Elle fait l’objet d'une inscription au titre des monuments historiques depuis le 27 juin 1984.

## Historique
Un prêtre ermite vivant au Ve siècle dans deux grottes évangélisait les habitants du Causse. La petite église préromane est attestée au IXe siècle. Elle fait partie des donations faites en 823 par le roi Pépin Ier d'Aquitaine à l'abbaye de Conques. 
L'édifice est inscrit au titre des monuments historiques en 1984.

## Description
La partie préromane de cette église est caractérisée par ses angles arrondis. Après l'agrandissement, l'église conserve les angles qui marquent sa base primitive.